# أبو السرايا الشيباني
أبو السرايا السري بن منصور الشيباني البكري (150 هـ - 200 هـ / 768م - 815م) فارس وثائر من الأبطال الشُجَعان من ولد هانئ بن قبيصة الشيباني، ولد في الجزيرة الفراتية عام 150 هـ في عهد الخليفة أبي جعفر المنصور ونشأ فيها وكان من فرسان قومه بني شيبان وأبطالهم، وكان أول أمره يقود عصابةً من ثلاثين فارساً لقطع الطريق على القوافل، ثم إنه لحق بوالي أرمينية يزيد بن مزيد الشيباني وصار من خاصته فقدمه وجعله في جملة قادة جيشه، ولما وقعة الحرب بين محمد الأمين وعبد الله المأمون صار أبو السرايا في جيش القائد هرثمة بن أعين، ثم إن هرثمة أنقص من أعطيات الجند ومنهم أبو السرايا فخلع طاعته وطاعة الخليفة المأمون العباسي ولقي محمد بن إبراهيم طباطبا العلوي في مدينة الرقة وكان ابن طباطبا ثار على بني العباس وتسمى بالخلافة، فبايعه أبو السرايا بالخلافة ومعه عدد من أصحابه وصار قائداً لجيشه، واستولى على الكوفة بعد حروب طويلة، وسير الجيوش إلى البصرة والمدائن وواسط والأهواز ووقعت بينه وبين العباسيين حروب طويلة حتى سير إليه الخليفة المأمون في سنة 200 هـ جيشاً بقيادة الحسن بن سهل فأنهزم أبو السرايا وقُتِل فصلبه المأمون على جسر بغداد.